# باشگاه فوتبال کمپستون راورز
باشگاه فوتبال کمپستون راورز (به انگلیسی: AFC Kempston Rovers) یک باشگاه فوتبال در شهر کمپستون، کشور انگلستان است که در سال ۱۸۸۴ میلادی تأسیس شده‌است.